# Wilhelm Wetzel
Pour les articles homonymes, voir Wetzel.
Wilhelm Wetzel (17 juillet 1882 à Sarbsk – 4 juillet 1964 à Hambourg) est un General der Infanterie allemand qui a servi au sein de la Wehrmacht pendant la Seconde Guerre mondiale.
Il a été récipiendaire de la Croix de chevalier de la Croix de fer. Cette décoration est attribuée pour récompenser un acte d'une extrême bravoure sur le champ de bataille ou un commandement militaire avec succès.

## Biographie
Il débute dans le 4e régiment de grenadiers le 19 février 1907. Il devient lieutenant le 18 août 1908. En 1914, il se bat dans la 2e division d'infanterie au front de l'est. Il devient Capitaine le 18 avril 1916.
En 1918, il est Lieutenant-colonel et il est le chef du Bureau des opérations de la direction suprême. Le 11 novembre 1917, il participe à Mons, la réunis de préparation pour l'Offensive du printemps avec le général Erich Ludendorff, le général Hermann von Kuhl et le général Friedrich-Werner von der Schulenburg.
Après la Première Guerre mondiale, il rejoint la Reichswehr. En 1920, il devient chef du 5e régiment d'infanterie à Rastenburg. En 1931, il devient enseignant à l'école de Pionniers à Munich. En 1932, il commande le 18e Régiment d'Infanterie à Münster. En 1936, il est nommé commandant de l'académie militaire de Potsdam.
Il est promu général en 1939, durant la Seconde Guerre mondiale, il commande la 255e division d'infanterie, en Moravie. De mai 1940, il est envoyé en France, dans la Loire à Nantes et à Bordeaux. En 1941, la Division déménage vers le gouvernement général. En juin 1941, sa division participe à l'opération Barbarossa sur le front centrale. Il participe à l'encerclement de Minsk, à la Bataille de Smolensk (1941)k et à l'opération Typhon.
En janvier 1942, il commande le Cinquième corps d'armée. Il participe à la capture de Rostov et dans le Caucase. En 1943, il dirige un corps d'armée en France. En Mars 1944, il sert dans le district de Hambourg.

## Décorations
- Croix de fer (1914)
  - 2e Classe
  - 1re Classe
- Croix de chevalier de Cross de la maison royale de l'Ordre de Hohenzollern avec Glaives
- Croix d'honneur
- Agrafe de la Croix de fer (1939)
  - 2e Classe
  - 1re Classe
- Médaille du Front de l'Est
- Croix allemande en Or (26 décembre 1941)
- Croix de chevalier de la Croix de fer
  - Croix de chevalier le 7 août 1942 en tant que General der Infanterie et commandant du V. Armeekorps[1]